# محاصره اینگول
محاصره اینه گول یکی از نبرد های عثمان یکم اولین سلطان امپراتوری عثمانی بود که در نهایت منجر به فتح قلعه توسط عثمان یکم گردید . این فتح یکی از مهمترین نبرد های عثمان بود که در صورت پیروزی امکان پیشروی او به بورسا و ایزنیک را فراهم میکرد و از این رو پیروزی در آن برای عثمان بسیار  اهمیت داشت.

## چگونگی جنگ و شرح وقایع
عثمان که در اندیشه فتح بورسا بود از صلح 10 ساله با امپراتوری بیزانس استفاده نموده و نیرو های نظامی گسترده ای برای جنگ ایجاد کرد. و پس از فتح بیلجیک و نقض صلح بدون اتلاف وقت و رسیدن نماینده امپراتور بیزانس به محاصره اینگول که شهری کیلیدی برای فتح ایزنیک و بورسا بود پرداخت . او با استفاده از منجنیق دیوار های قلعه را تخریب نموده و سرانجام وارد آنجا شده و تکفور یا فئودالش را به قتل رساند . این جنگ یکی از پیش زمینه های نبرد بافئوس بحساب می آید.